# Liste des opérateurs de réseau mobile en France
Pour un article plus général, voir Liste des opérateurs de réseau mobile en Europe.
Fin septembre 2013[Passage à actualiser], les opérateurs de réseau mobile en France comptaient environ 72,5 millions d’abonnés mobiles actifs dont 11 % chez les opérateurs de réseau mobile virtuel (MVNO), soit un taux de pénétration de la population d'environ 114 % ; certaines personnes ont plusieurs abonnements et ce chiffre inclut aussi les abonnements non téléphoniques (tablettes ou clés 3G/4G par exemple). On dénombre 73 millions de cartes SIM début 2017.

## France métropolitaine
La répartition en parts de marché des opérateurs de réseau mobile en France métropolitaine était la suivante à la fin du troisième trimestre 2013,, puis en 2015 et en 2016 : 
| Rang  | Opérateur (marque)    | Technologies commercialisées               | Abonnés au réseau mobile 2020 (en millions)                     | Abonnés au réseau mobile 2015 (en millions) | Parts de marché 2013 | Parts de marché mars 2015 | Parts de marché au 31 décembre 2015 | Propriétaire (Groupe) |
| ----- | --------------------- | ------------------------------------------ | --------------------------------------------------------------- | ------------------------------------------- | -------------------- | ------------------------- | ----------------------------------- | --------------------- |
| 1     | Orange                | GSM, UMTS, LTE, NR                         | 29,50 (septembre 2016)                                          | 28,424 (décembre 2015)                      | 36,6 %               | 35,6 %                    | 35,54 %                             | Orange                |
| 2     | SFR                   | GSM, UMTS, LTE, NR                         | 19,92 (septembre 2016)                                          | 21,94 (décembre 2015)                       | 29,0 %               | 28 %                      | 27,44%                              | Altice                |
| 3     | Bouygues Telecom      | GSM, UMTS, LTE, NR                         | 16,4 (mai 2020)                                                 | 11,89 (décembre 2015)                       | 15,2 %               | 14,2 %                    | 14,87 %                             | Bouygues              |
| 4     | Free mobile           | UMTS, GSM (via itinérance Orange), LTE, NR | 13,3 (mai 2020)                                                 | 11,685 (décembre 2015)                      | 10,2 %               | 13,2 %                    | 14,61%                              | Iliad                 |
| 5     | MVNOs                 | GSM, UMTS, LTE, NR                         |                                                                 | 6,9 (septembre 2013)                        | 10,8 %               | 8,7 %                     | 7,55%                               | divers                |
| Total | France métropolitaine |                                            | Près de 80 millions fin 2015 contre environ 73 millions en 2013 |                                             |                      |                           |                                     |                       |

### MVNO
Les MVNOs sont des opérateurs virtuels qui utilisent les réseaux des trois premiers opérateurs historiques français, mais qui appliquent leurs propres tarifs souvent considérés comme agressifs pour se démarquer de la concurrence. Le premier MVNO à avoir proposé ses offres aux particuliers en France est Debitel en 2005.

#### MVNO généralistes
- Coriolis Télécom : ancienne filiale de Vodafone (jusqu'en 2000).
- Prixtel : opérateur mobile virtuel utilisant SFR pour sa couverture réseau mobile.
- Netcom Group : opérateur mobile virtuel B to B utilisant Orange et SFR pour sa couverture réseau mobile.
- Youprice : opérateur mobile virtuel B to B utilisant Orange et SFR pour sa couverture réseau mobile.
- La Poste Mobile : filiale du groupe La Poste et utilisant l'infrastructure du réseau SFR.
- NRJ Mobile : offre commercialisée par EI Telecom, en collaboration avec le Groupe NRJ.
- Afone Mobile : offre commercialisée par le groupe Afone Telecom. Elle utilise le réseau SFR et commercialise les offres Réglo Mobile en partenariat avec E.Leclerc.
- HB7 Télécom : offre commercialisée par le groupe HB7 Télévision . Elle utilise le réseau Orange en partenariat avec HB7 TV groupe.
- Jusqu'en 2016 Virgin Mobile, rachetée en 2014 par SFR : Virgin Mobile fut le 1er opérateur virtuel au monde lancé en 1999 au Royaume-Uni dont l'offre en France a disparu, remplacée par RED by SFR.

À la suite des succès des MVNO, certains grands groupes de la distribution avaient suivi en lançant des offres mobiles, à la fin des années 2000 :
- Auchan Telecom, revendu à EI Telecom en 2013.
- Carrefour Mobile arrêté en 2012.
- Leclerc Mobile (devenu Réglo Mobile en 2012).

#### MVNO spécialisés
Certains MVNO se sont spécialisés dans des secteurs spécifiques:
- Bell Mobile, Bell Canada : spécialisé dans les solutions mobile 4G LTE destiné au marché du BtoB, des collectivités locales, professionnels et grands comptes.
- Linkt : spécialisé dans les offres professionnelles
- Bazile Telecom : spécialisé dans les offres destinées aux seniors
- ZE telecom : spécialisé dans les offres professionnelles
- Legos (Local Exchange Global Operation Services) : Spécialisé dans l'offre de services mobile et fixe en marque blanche auprès des professionnels [11]
- Mobisud : spécialisé dans les appels émis vers l'Afrique du Nord
- Transatel : propose des offres préférentielles pour les voyageurs et transfrontaliers

#### Autres
Certaines marques sont des accords de licence de marque, parfois anciennement MVNO. Ce sont des offres mobiles lancées par l'un des trois opérateurs historiques mobilisant un nom uniquement commercial, principalement vers un public spécifique : les jeunes
- Orange
  - M6 Mobile : lancée en 2005 sous forme d'un partenariat entre Orange et M6 ; la marque a disparu en 2017[12].

## Attribution des codes réseaux pour la France
En France, les codes réseaux permettant d'identifier les opérateurs sont gérés par l'état (via l'ARCEP), qui attribue aux différents opérateurs : un numéro MCC (Mobile Country Code), commun à tous les opérateurs d'une même zone géographique et un numéro MNC (Mobile Network Code) propre à chaque opérateur. Ces deux codes permettent d'identifier le réseau (PLMN) et les antennes-relais de l'opérateur. Ils constituent aussi les cinq premiers chiffres du code IMSI inscrit dans la carte SIM qui identifie chaque abonné.
On peut ainsi avoir, par exemple, un abonné « Free Mobile » dont la carte SIM inclut un MNC « Free Mobile », connecté en itinérance au réseau GSM de Orange identifié par un code MNC « Orange France ».
Certains MVNO ou MVNE qui n’ont pas besoin de code réseau pour identifier leurs antennes (car n’ayant pas de réseau radio en propre) ont aussi obtenu de l'Arcep des codes « MCC+MNC » pour servir de préfixe aux identifiants IMSI de leurs abonnés ; ces codes IMSI permettent aux antennes des autres opérateurs d'identifier à quel opérateur (réel ou virtuel) correspondent les mobiles présents dans les zones couvertes par leurs antennes. 

### Opérateurs réels
Les zones considérées pour les opérateurs ayant un réseau radio (appelés aussi MNO « Mobile Network Operator ») sont : la Métropole (MCC=208), les Antilles françaises et la Guyane (340), Saint-Pierre-et-Miquelon (308), la Nouvelle-Calédonie (546), la Polynésie française (547) et la partie Française de l'Océan indien (647).
Codes MCC+MNC des opérateurs disposant d’un réseau (terrestre ou satellite) et de fréquences hertziennes attribuées par l’Autorité de régulation des communications électroniques, des postes et de la distribution de la presse,. Les réseaux commerciaux ont, en France, des MNC à deux chiffres ; les réseaux de test ou expérimentaux peuvent avoir de MCC plus longs (2 à 5 chiffres).
| Zone                          | MCC+MNC | Décision | Opérateur                                                                                |
| ----------------------------- | ------- | -------- | ---------------------------------------------------------------------------------------- |
| Métropole                     | 208-01  | 16-1702  | Orange France, GSM, UMTS et LTE (code principal)                                         |
| Métropole                     | 208-02  | 16-1702  | Orange France (itinérance zones blanches)                                                |
| Métropole                     | 208-04  | 23-0901  | Netcom Group (Nexera)                                                                    |
| Métropole                     | 208-05  | 23-2649  | Globalstar Europe (satellite)                                                            |
| Métropole                     | 208-08  | 16-0134  | SFR (anciennement Completel)                                                             |
| Métropole                     | 208-09  | 11-1436  | Neuf Cegetel / SFR                                                                       |
| Métropole                     | 208-10  | 11-1436  | SFR, GSM / UMTS / LTE (code principal)                                                   |
| Métropole                     | 208-11  | 11-1436  | SFR, UMTS (femtocells)                                                                   |
| Métropole                     | 208-12  | 24-1013  | TP France opérations (Truphone)                                                          |
| Métropole                     | 208-13  | 11-1436  | SFR, GSM / UMTS (zones blanches)                                                         |
| Métropole                     | 208-14  | 24-1386  | RFF GSM-R (réseau privé)                                                                 |
| Métropole                     | 208-15  | 10-0264  | Free Mobile UMTS, LTE (code principal)                                                   |
| Métropole                     | 208-16  | 12-0980  | Free Mobile                                                                              |
| Métropole                     | 208-20  | 01-0720  | Bouygues Télécom, GSM / UMTS / LTE (code principal)                                      |
| Métropole                     | 208-21  | 01-0720  | Bouygues Télécom (expérimental)                                                          |
| Métropole                     | 208-28  | 11-1197  | Astrium SAS (satellite)                                                                  |
| Métropole                     | 208-35  | 21-0965  | Free Mobile                                                                              |
| Métropole                     | 208-36  | 21-0965  | Free Mobile                                                                              |
| Métropole                     | 208-88  | 03-1029  | Bouygues Télécom, GSM / UMTS (zones blanches)                                            |
| Saint-Pierre-et-Miquelon      | 308-01  | 01-0726  | SPM Telecom (SPM T)                                                                      |
| Saint-Pierre-et-Miquelon      | 308-02  | 12-0853  | Globaltel, GSM/ LTE                                                                      |
| Saint-Pierre-et-Miquelon      | 308-03  | 22-0018  | SPM Telecom (SPM T)                                                                      |
| Antilles françaises et Guyane | 340-01  | 01-0721  | Orange Caraïbe                                                                           |
| Antilles françaises et Guyane | 340-02  | 01-0724  | SFR Caraïbe                                                                              |
| Antilles françaises et Guyane | 340-03  | 02-0099  | UTS Caraïbes                                                                             |
| Antilles françaises et Guyane | 340-04  | 22-1152  | Free Caraïbe (Guyane)                                                                    |
| Antilles françaises et Guyane | 340-08  | 02-1094  | Dauphin Telecom (Amigo GSM)                                                              |
| Antilles françaises et Guyane | 340-09  | 18-0205  | Free Caraïbe                                                                             |
| Antilles françaises et Guyane | 340-10  | 08-0766  | Guadeloupe Téléphone Mobile. L'ARCEP a retiré la licence de l'opérateur en juillet 2015. |
| Antilles françaises et Guyane | 340-11  | 08-0764  | Guyane Téléphone Mobile. L'ARCEP a retiré la licence de l'opérateur en juillet 2015.     |
| Antilles françaises et Guyane | 340-12  | 08-0762  | Martinique Téléphone Mobile. L'ARCEP a retiré la licence de l'opérateur en juillet 2015. |
| Antilles françaises et Guyane | 340-20  | 16-0723  | Digicel Antilles Françaises, Guyane                                                      |
| Nouvelle-Calédonie            | 546-01  | 01-????  | Mobilis, (OPT)                                                                           |
| Polynésie française           | 547-20  | 01-0723  | Vini, (Tikiphone S.A.)                                                                   |
| Polynésie française           | 547-15  | 01-????  | Vodafone Polynésie, (Pacific Mobil Communication)                                        |
| Polynésie française           | 547-05  | 00-????  | Viti Internet 4G                                                                         |
| France de l'Océan Indien      | 647-00  | 01-0723  | Orange Réunion                                                                           |
| France de l'Océan Indien      | 647-01  | 11-1365  | BJT Partners (Mayotte)                                                                   |
| France de l'Océan Indien      | 647-02  | 15-0670  | Free mobile Réunion / Telco OI, anciennement Only, ex: Outremer Telecom (La Réunion)     |
| France de l'Océan Indien      | 647-03  | 16-0219  | Telco OI / Free mobile Réunion                                                           |
| France de l'Océan Indien      | 647-04  | 17-0431  | Zeop Mobile (La Réunion)                                                                 |
| France de l'Océan Indien      | 647-10  | 01-0727  | SFR Réunion (SRR)                                                                        |

### Opérateurs virtuels
Dans ce cas de figure, les codes MNC sont attribués à certains MVNO (les full « MVNO ») ou à des MVNE et le code MCC+MNC sert d’identifiant (préfixe du n° IMSI) pour les cartes SIM vendues par ces opérateurs ou par les MVNO associés. 
| Zone      | MCC + MNC | Décision | Opérateur                                  |
| --------- | --------- | -------- | ------------------------------------------ |
| Métropole | 208-03    | 12-0495  | MobiquiThings (full MVNO)                  |
| Métropole | 208-04    | 12-0496  | Sisteer (MVNE, full MVNO) (MNC annulé)     |
| Métropole | 208-08    | 13-0119  | Completel, intégré à SFR                   |
| Métropole | 208-17    | 13-0927  | Legos (full MVNO)                          |
| Métropole | 208-19    | 16-0091  | Altitude infrastructure (MNC annulé)       |
| Métropole | 208-22    | 06-1109  | Transatel (MVNE et full MVNO)              |
| Métropole | 208-23    | 10-1204  | Omea Telecom et Virgin Mobile (MNC annulé) |
| Métropole | 208-24    | 15-1410  | MobiquiThings                              |
| Métropole | 208-25    | 11-0303  | Lycamobile et GT-MOBILE (full MVNO)        |
| Métropole | 208-26    | 11-0865  | NRJ Mobile (MVNO et full MVNO)             |
| Métropole | 208-27    | 17-0195  | Coriolis Télécom (MVNO et full MVNO)       |
| Métropole | 208-29    | 18-1066  | Cubic telecom France (full MVNO)           |
| Métropole | 208-30    | 12-0356  | Syma Mobile (full MVNO)                    |
| Métropole | 208-31    | 12-0487  | Mundio / Vectone Mobile (MVNE)             |
| Métropole | 208-37    | 21-2067  | IP Directions (MVNE)                       |
| Métropole | 208-38    | 22-2395  | Lebara France (full MVNO)                  |
| Métropole | 208-93    | 16-0165  | Thales communications                      |
| Métropole | 208-98    | 16-1395  | Société Air France (MNC annulé)            |

### Réseaux expérimentaux
Dans ce cas de figure, le code MNC est généralement attribué par l'Arcep pour une courte durée (2 ans) à un opérateur qui veut déployer localement un réseau mobile expérimental (généralement en 2012/2015 des réseaux 4G/LTE/LTE Advanced).
| Zone      | MCC + MNC | Décision | Opérateur                              |
| --------- | --------- | -------- | -------------------------------------- |
| Métropole | 208-18    | /        | Usage ARCEP (depuis 2018)              |
| Métropole | 208-89    | 10-1204  | Omea Telecom (test)                    |
| Métropole | 208-90    | 11-0327  | Association Images et Réseaux (test)   |
| Métropole | 208-91    | 12-0442  | Orange France (test)                   |
| Métropole | 208-92    | 11-0755  | Association Plate-forme Telecom (test) |
| Métropole | 208-94    | 15-0564  | Halys (?)                              |